# Malaxis contrerasii
Malaxis contrerasii är en orkidéart som beskrevs av Roberto González Tamayo. Malaxis contrerasii ingår i släktet knottblomstersläktet, och familjen orkidéer. Inga underarter finns listade i Catalogue of Life.